# Bandera de la República Socialista Soviética de Letonia
La bandera de la República Socialista Soviética de Letonia fue adoptada por la antigua República Socialista Soviética de Letonia el 17 de enero de 1953. Es una modificación de la bandera nacional de la URSS. 

## Descripción
La bandera de la República Socialista Soviética de Letonia se presenta como un paño rectangular de color rojo con agua ondulante de color azul marino con borde blanco en la parte inferior (la cual representa al Río Daugava), con el martillo y la hoz dorados, y la estrella con bordes dorados en la parte superior del cantón.

## Historia
Antes de esto, desde el 25 de agosto de 1940, la bandera era roja con la hoz y el martillo oro en la esquina superior izquierda, con los caracteres latinos LPSR (Latvijas Padomju Socialistiska Republika) por encima de ellos en oro en un tipo de letra serif. La bandera fue reemplazada oficialmente en 1990, cuando la bandera nacional de Letonia fue reintroducida, y su uso en actos públicos está prohibido ahora.

## Banderas históricas

Bandera de la RSS de Letonia (1918-1920)
Bandera de la RSS de Letonia (1940-1953)
Bandera de la RSS de Letonia (1953-1967)
Bandera de la Bandera de la RSS de Letonia (1967-1990)